# Нуклеоид
Нуклеоид је део цитоплазме у прокариотској ћелији у коме се налази један циркуларни или линеаран молекул ДНК (хромозом). Назив нуклеоид (“сличан једру”) добио је зато што садржи ДНК и на електронским микрографијама ћелије заузима централни положај, попут једра. 

## Особине нуклеоида/хромозома
Нуклеоид прокариотске ћелије, за разлику од једра еукариотске ћелије, није лако дефинисати - није у питању органела (није обавијен мембраном), него цитоплазматски компартман. Понекад се нуклеоид дефинише као регион ћелије који садржи хромозоме, али то упућује на постојање специфичног региона/положаја нуклеоида, а ово вероватно није тачно. Боља дефиниција би била да је нуклеоид део ћелије тренутно заузет ДНК-протеинским комплексом који гради хромозом.
Типично, у прокариотској ћелији постоји само један хромозом. Међутим, постоје изузеци попут врста Rhodobacter sphaeroides (са два хромозома) или рода Halobacterium (са три). Својим обликом, ДНК молекул у нуклеоиду је најчешће циркуларан, изузев код неколико врста (попут узрочника лајмске болести, Borrelia burgdorferi).
Хромозом прокариота је компактна структура, али и динамична - све време се врши читање информације са ДНК да би се синтетисали РНК и протеини ћелије. Читав живот ћелије се заснива на правилној и благовременој реализацији информације. Транскрипција и транслација се одигравају напоредо (купловане су). Услед непостојања једрове опне, ова два процеса се одигравају и током репликације хромозома и деобе ћелије.

## Грађа нуклеоида
Нуклеоид је изграђен од ДНК асоциране са бројним ДНК-везујућим протеинима:
- протеин HU се неспецифично веже за ДНК и савија је око себе;
- протеин IHF такође помаже савијању, спирализацији и паковању ДНК, али се везује за специфичне секвенце нуклеотида;
- протеин H-NS је присутан свуда у нуклеоиду, такође се неспецифично везује за ДНК, а има улогу у одржавању сабијене структуре нуклеоида/хромозома.

У нуклеоиду се налази и велика количина РНК полимеразе и РНК молекула, као и мања количина регулаторних протеина.